# 各年のポルトガルの一覧

ポルトガルの国旗

各年のポルトガルの一覧（かくねんのポルトガルのいちらん）は、ポルトガルの各年ごとの記事の一覧。この一覧ではポルトガルの各年ごとの記事の他、各世紀と各年代、ポルトガルの各分野における各年ごとの記事についても取り扱う。

## 一覧

### 12世紀
- 1130年代
  - 1139年のポルトガル（英語版）
- 1180年代
  - 1185年のポルトガル（英語版）

### 15世紀
- 1410年代
  - 1415年のポルトガル（英語版）
- 1480年代
  - 1489年のポルトガル（英語版）

### 16世紀
- 1500年代
  - 1508年のポルトガル（英語版）
- 1510年代
  - 1510年のポルトガル（英語版） 1515年のポルトガル（英語版）

### 17世紀
- 1640年代
  - 1641年のポルトガル（英語版） 1644年のポルトガル（英語版）
- 1650年代
  - 1659年のポルトガル（英語版）
- 1680年代
  - 1686年のポルトガル（英語版）

### 18世紀
- 1730年代
  - 1734年のポルトガル（英語版）
- 1740年代
  - 1749年のポルトガル（英語版）
- 1760年代
  - 1767年のポルトガル（英語版） 1768年のポルトガル（英語版）
- 1780年代
  - 1780年のポルトガル（英語版）
- 1790年代
  - 1791年のポルトガル（英語版） 1798年のポルトガル（英語版）

### 19世紀
- 1800年代
  - 1802年のポルトガル（英語版）
- 1810年代
  - 1811年のポルトガル（英語版） 1815年のポルトガル（英語版）
- 1820年代
  - 1820年のポルトガル（英語版） 1821年のポルトガル（英語版） 1822年のポルトガル（英語版） 1823年のポルトガル（英語版） 1824年のポルトガル（英語版）
  - 1825年のポルトガル（英語版） 1826年のポルトガル（英語版） 1827年のポルトガル（英語版）
- 1830年代
  - 1834年のポルトガル（英語版） 1835年のポルトガル（英語版） 1837年のポルトガル（英語版） 1838年のポルトガル（英語版）
- 1840年代
  - 1840年のポルトガル（英語版） 1841年のポルトガル（英語版） 1843年のポルトガル（英語版） 1844年のポルトガル（英語版）
  - 1846年のポルトガル（英語版） 1847年のポルトガル（英語版） 1849年のポルトガル（英語版）
- 1850年代
  - 1850年のポルトガル（英語版） 1853年のポルトガル（英語版）
  - 1855年のポルトガル（英語版） 1857年のポルトガル（英語版） 1858年のポルトガル（英語版） 1859年のポルトガル（英語版）
- 1860年代
  - 1860年のポルトガル（英語版） 1861年のポルトガル（英語版） 1862年のポルトガル（英語版） 1863年のポルトガル（英語版） 1864年のポルトガル（英語版）
  - 1865年のポルトガル（英語版） 1866年のポルトガル（英語版） 1867年のポルトガル（英語版） 1868年のポルトガル（英語版） 1869年のポルトガル（英語版）
- 1870年代
  - 1870年のポルトガル（英語版） 1871年のポルトガル（英語版） 1872年のポルトガル（英語版） 1873年のポルトガル（英語版） 1874年のポルトガル（英語版）
  - 1875年のポルトガル（英語版） 1876年のポルトガル（英語版） 1877年のポルトガル（英語版） 1878年のポルトガル（英語版） 1879年のポルトガル（英語版）
- 1880年代
  - 1880年のポルトガル（英語版） 1881年のポルトガル（英語版） 1882年のポルトガル（英語版） 1883年のポルトガル（英語版） 1884年のポルトガル（英語版）
  - 1885年のポルトガル（英語版） 1886年のポルトガル（英語版） 1887年のポルトガル（英語版） 1888年のポルトガル（英語版） 1889年のポルトガル（英語版）
- 1890年代
  - 1890年のポルトガル（英語版） 1891年のポルトガル（英語版） 1892年のポルトガル（英語版） 1893年のポルトガル（英語版） 1894年のポルトガル（英語版）
  - 1895年のポルトガル（英語版） 1896年のポルトガル（英語版） 1897年のポルトガル（英語版） 1898年のポルトガル（英語版） 1899年のポルトガル（英語版）
- 1900年代
  - 1900年のポルトガル（英語版）

### 20世紀
- 1900年代
  - 1901年のポルトガル（英語版） 1902年のポルトガル（英語版） 1903年のポルトガル（英語版） 1904年のポルトガル（英語版）
  - 1905年のポルトガル（英語版） 1906年のポルトガル（英語版） 1907年のポルトガル（英語版） 1908年のポルトガル（英語版） 1909年のポルトガル（英語版）
- 1910年代
  - 1910年のポルトガル（英語版） 1911年のポルトガル（英語版） 1912年のポルトガル（英語版） 1913年のポルトガル（英語版） 1914年のポルトガル（英語版）
  - 1915年のポルトガル（英語版） 1916年のポルトガル（英語版） 1917年のポルトガル（英語版） 1918年のポルトガル（英語版） 1919年のポルトガル（英語版）
- 1920年代
  - 1920年のポルトガル（英語版） 1921年のポルトガル（英語版） 1922年のポルトガル（英語版） 1923年のポルトガル（英語版） 1924年のポルトガル（英語版）
  - 1925年のポルトガル（英語版） 1926年のポルトガル（英語版） 1927年のポルトガル（英語版） 1928年のポルトガル（英語版） 1929年のポルトガル（英語版）
- 1930年代
  - 1930年のポルトガル（英語版） 1931年のポルトガル（英語版） 1932年のポルトガル（英語版） 1933年のポルトガル（英語版） 1934年のポルトガル（英語版）
  - 1935年のポルトガル（英語版） 1936年のポルトガル（英語版） 1937年のポルトガル（英語版） 1938年のポルトガル（英語版） 1939年のポルトガル（英語版）
- 1940年代
  - 1940年のポルトガル（英語版） 1941年のポルトガル（英語版） 1942年のポルトガル（英語版） 1943年のポルトガル（英語版） 1944年のポルトガル（英語版）
  - 1945年のポルトガル（英語版） 1946年のポルトガル（英語版） 1947年のポルトガル（英語版） 1948年のポルトガル（英語版） 1949年のポルトガル（英語版）
- 1950年代
  - 1950年のポルトガル（英語版） 1951年のポルトガル（英語版） 1952年のポルトガル（英語版） 1953年のポルトガル（英語版） 1954年のポルトガル（英語版）
  - 1955年のポルトガル（英語版） 1956年のポルトガル（英語版） 1957年のポルトガル（英語版） 1958年のポルトガル（英語版） 1959年のポルトガル（英語版）
- 1960年代
  - 1960年のポルトガル（英語版） 1961年のポルトガル（英語版） 1962年のポルトガル（英語版） 1963年のポルトガル（英語版） 1964年のポルトガル（英語版）
  - 1965年のポルトガル（英語版） 1966年のポルトガル（英語版） 1967年のポルトガル（英語版） 1968年のポルトガル（英語版） 1969年のポルトガル（英語版）
- 1970年代
  - 1970年のポルトガル（英語版） 1971年のポルトガル（英語版） 1972年のポルトガル（英語版） 1973年のポルトガル（英語版） 1974年のポルトガル（英語版）
  - 1975年のポルトガル（英語版） 1976年のポルトガル（英語版） 1977年のポルトガル（英語版） 1978年のポルトガル（英語版） 1979年のポルトガル（英語版）
- 1980年代
  - 1980年のポルトガル（英語版） 1981年のポルトガル（英語版） 1982年のポルトガル（英語版） 1983年のポルトガル（英語版） 1984年のポルトガル（英語版）
  - 1985年のポルトガル（英語版） 1986年のポルトガル（英語版） 1987年のポルトガル（英語版） 1988年のポルトガル（英語版） 1989年のポルトガル（英語版）
- 1990年代
  - 1990年のポルトガル（英語版） 1991年のポルトガル（英語版） 1992年のポルトガル（英語版） 1993年のポルトガル（英語版） 1994年のポルトガル（英語版）
  - 1995年のポルトガル（英語版） 1996年のポルトガル（英語版） 1997年のポルトガル（英語版） 1998年のポルトガル（英語版） 1999年のポルトガル（英語版）
- 2000年代
  - 2000年のポルトガル（英語版）

### 21世紀
- 2000年代
  - 2001年のポルトガル（英語版） 2002年のポルトガル（英語版） 2003年のポルトガル（英語版） 2004年のポルトガル（英語版）
  - 2005年のポルトガル（英語版） 2006年のポルトガル（英語版） 2007年のポルトガル（英語版） 2008年のポルトガル（英語版） 2009年のポルトガル（英語版）
- 2010年代
  - 2010年のポルトガル（英語版） 2011年のポルトガル（英語版） 2012年のポルトガル（英語版） 2013年のポルトガル（英語版） 2014年のポルトガル（英語版）
  - 2015年のポルトガル（英語版） 2016年のポルトガル（英語版） 2017年のポルトガル（英語版） 2018年のポルトガル（英語版） 2019年のポルトガル（英語版）
- 2020年代
  - 2020年のポルトガル（英語版）

## 文化と芸術

### テレビ放送
- List of years in Portuguese television（英語版）

### 映画
- List of Portuguese films（英語版）